# Corigliano Calabro
Corigliano Calabro je mesto in frazione Corigliano-Rossano v pokrajini Cosenzi, ok. 40 km severovzhodno od mesta Cosenza v Kalabriji, južna Italija.

## Geografija
Leži v bližini izliva istoimenske reke, od katere je napeljan akvadukt. Na vzpetini, ki gleda na mesto, je fevdalni grad z masivnimi stolpi in globokim jarkom.
Današnje glavno poslovno središče mesta je bilo zgrajeno v 20. stoletju ob železniški postaji in se imenuje Corigliano Scalo. Znano okrožje je ribiška vasica Schiavonea (Schiavonea Marina), ki je neposredno ob morju in je priljubljena počitniška destinacija sredi poletja.

## Zgodovina
Ime mesta Corigliano Calabro nakazuje grško-bizantinsko poreklo (»oljčni nasad«). Staro mestno jedro Corigliana ima zaradi svoje dvignjene lege impresiven pogled na mesto, katerega vrhunec je mestni grad iz časa vladavine Aragoncev nad južno Italijo.
Nedaleč od okrožja Thurio je bilo starogrško mesto Thurioi, ustanovljeno leta 452 pr. n. št. Mesto je bilo del Magne Graecie, ustanovili so ga Sibariti v 4. stoletju pr. n. št., rimski nasledniki (Copia, Thurii) pa so bili morda bili opuščeni šele v 9. stoletju.
Leta 1879 je imelo mesto približno 13.000 prebivalcev. Imelo je pet cerkva, šest samostanov in nekaj javnih stavb. Sladki koren so proizvajali v velikem obsegu, veliko pa je bilo trgovanja z lesom, vinom, pomarančami, limonami in olivami.

## Galerija
- Chiesa San Francesco di Paola
- Chiesa Sant’Antonio
- Chiesa Santa Chiara
- Chiesa Santa Maria Maggiore
- Chiesa San Pietro e Paolo
- Chiesa San Mauro in Cantinella

## Grad
Grad Corigliano Calabro je trdnjava iz 11. stoletja v mestu Corigliano Calabro. Opisan je bil kot »eden najlepših in najbolje ohranjenih gradov v južni Italiji«.
Grad je od leta 1927 državni spomenik in je postal zgodovinsko-umetnostno-kulturni muzej. Zgornje nadstropje gradu je namenjeno slikarskim in fotografskim razstavam, konferencam in drugim dogodkom.